# Loaded (videogioco)
Loaded (conosciuto anche come Blood Factory in Giappone) è un videogioco sviluppato da Gremlin Interactive e pubblicato da Interplay Entertainment su piattaforme quali Playstation 1 e Sega Saturn. Il gioco prende spunto dai fumetti DC comics e Vertigo Comics, perché il creatore dei fumetti è un disegnatore DC comics

## Gioco
Il gioco è ambientato nel lontano futuro, l'obiettivo di gioco è riuscire ad evadere da questa prigione molto protetta con tecnologie avanzatissime. Per procedere di livello in livello bisogna trovare delle carte che ci permetteranno di passare ai livelli successivi. I 15 labirinti che formano il gioco sono pieni di nemici di vario tipo che il giocatore può eliminare servendosi dell'arma primaria del personaggio scelto, arma a munizione infinite, o delle bombe extra, in numero limitato. L'arma primaria può essere migliorata raccogliendo potenziamenti che durano per un limitato numero di colpi. Esiste anche un sequel chiamato re-loaded, che riprende quasi interamente le dinamiche di gioco, incrementando però la lunghezza dei livelli, aggiungendo due nuovi personaggi e rimuovendone due di loaded e migliorando la grafica. Nonostante ciò, il gioco venne accolto negativamente a causa della ripetitività eccessiva e della troppa difficoltà della versione ps1. 

## Personaggi

### Mamma
Il più grande personaggio nel gioco, un vero gigante, il vero nome di Mamma è ignoto. Il personaggio è riconoscibile poiché porta sempre un pannolino, un cappellino da bambino e delle pantofole a forma di coniglietto. Le guardie e prigionieri del pianeta-prigione di Raulf, sono comunque tutti terrorizzati da lui, soprattutto a causa del suo super abbraccio, che lui scambia per un gesto d'amicizia anche se finisce sempre con lo stritolare i malcapitati anche se poi crede che i corpi schiacciati siano addormentati. Mamma fu abbandonato nel porto-stella. L'unica parola che lui conosce e l'unica che gli dà coraggio è la parola "MAMMA!". Evidentemente lui la perse, è un personaggio molto ingenuo. Come Arma usa uno stura scarichi.

### Fwank
Rappresentato sulla copertina del gioco, Fwank è un individuo dalla mente completamente folle,  infatti ha una spiccata propensione all'omicidio e le uniche cose cui è morbosamente attaccato sono la sua arma e i suoi orascchiotti, soprattutto quello chiamato Percy. Ha seri problemi pronuncia ,infatti dice "howse" invece di "house"e definisce "pwobation officer" il suo garante della libertà condizionata,  da lui assassinato. Indossa una maschera da clown dai colori vivaci.

### Bounca
Non completamente grande come Mamma, lui ha passato la sua vita adulta come una guardia di sicurezza, guardia del corpo personale. Perse due volte la mascella più bassa contro un mostro alieno grande come lui che stava tentando di entrare in una via d'accesso; Bounca vinse la lotta, ma perse la mascella e che sostituì con una mascella di ferro seghettata. La sua arma è un Lanciatore Missile e la sua bomba è il Missile di Frag, uno scoppio di granata.

### Vox
L'unica donna nel gioco, Vox è un ingegnere del suono; spesso la chiamano "La Sirena" a causa della sua bellezza mescolata alla lingua estremamente acuta, e presenta in generale un'espressione sexy. La sua apparecchiatura radio è stata sviluppata con l'aiuto dei Monaci di Gabbist. L'apparecchiatura sulla quale loro hanno collaborato va attraverso la sua schiena e ha un numero di channelling di microfoni e di "Rapmaster" a lui e una rapida espansione microfoni sulla sua visiera. La sua arma è appunto questa macchina che le permette di sparare cariche elettriche.

### Butch
Un travestito che porta i vestiti da donna in combattimento. L'arma favorita da Buch è un lanciafiamme chiamato la "Regina Fiammeggiante", e la sua bomba è l'Anello Esplosivo, la liberazione di palle infuocate in tutte le direzioni all'interno del raggio. Questo attacco può viaggiare attraverso muri e porte.

### Cap'n Hands
Un pirata con grandi mani ed avambracci, e un cappello da cowboy. Un pirata che stava operando nei Caraibi durante l'Età D'oro della Pirateria dei tardi 1600s, o anche un cowboy del Vecchio Ovest americano dei 1800s. Sul fine recentemente, prima che lui fu catturato dalle autorità, le Mani di Cap'n era un leader del "Cirates" temuto e disprezzò, un gruppo di pirati spaziali cibernetici e migliorati. Solamente la testa è 1 parte originale del suo corpo e che marcio al centro. Come arma usa 2 pistole.